# Równoległobok

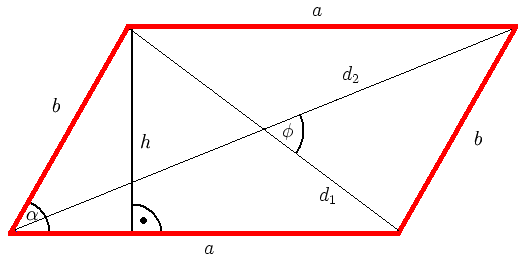
Równoległobok

Równoległobok – czworokąt mający dwie pary równoległych boków.

## Właściwości
Równoległobok jest szczególnym przypadkiem trapezu. W równoległoboku przeciwległe boki są nie tylko równoległe, ale też równej długości. Jego przekątne przecinają się w połowie swojej długości (nie zawsze pod kątem prostym). Przeciwległe kąty są równej miary. Suma miar kątów sąsiednich, czyli leżących przy tym samym boku, wynosi 180° (kąt półpełny).
Szczególnymi przypadkami równoległoboku są: romb (o wszystkich bokach takiej samej długości), prostokąt (o wszystkich kątach prostych), oraz kwadrat (o wszystkich bokach takiej samej długości i kątach prostych).

## Wzory

### Oznaczenia
- {\displaystyle a,b} – długości boków równoległoboku;
- {\displaystyle h} – wysokość równoległoboku, czyli długość odcinka łączącego dwie podstawy i prostopadłego do obydwu;
- {\displaystyle d_{1},d_{2}} – długości przekątnych równoległoboku;
- {\displaystyle \alpha } – kąt pomiędzy bokami równoległoboku;
- {\displaystyle \varphi } – kąt pomiędzy przekątnymi równoległoboku.

### Pole powierzchni
Pole powierzchni równoległoboku wyrażają wzory
{\displaystyle S=ah}
{\displaystyle S=ab\sin \alpha }
{\displaystyle S={\frac {d_{1}d_{2}}{2}}\sin \varphi }

### Obwód
Wzór na obwód równoległoboku
{\displaystyle L=2a+2b.}

### Długości przekątnych równoległoboku
{\displaystyle d_{2}={\sqrt {a^{2}+2ab\cos \alpha \ +b^{2}}}}
{\displaystyle d_{1}={\sqrt {a^{2}-2ab\cos \alpha \ +b^{2}}}}

### Długości boków równoległoboku
{\displaystyle a={\sqrt {{\frac {d_{1}^{2}}{4}}+{\frac {d_{2}^{2}}{4}}+{\frac {d_{1}d_{2}}{2}}\cos \varphi }}}
{\displaystyle b={\sqrt {{\frac {d_{1}^{2}}{4}}+{\frac {d_{2}^{2}}{4}}-{\frac {d_{1}d_{2}}{2}}\cos \varphi }}}